# Мухаммад аль-Баласагуни
Абу́ Абдулла́х Муха́ммад ибн Му́са аль-Баласагу́ни аль-Ла́миши (араб. أبو عبد الله محمد بن موسى البلاساغوني اللامشي‎), также известный как Абу Абдуллах ат-Турки (араб. أبو عبد الله التركي‎; 1040/50-1112) — ханафитский правовед, толкователь Корана, хадисовед. Получил известность под именем «ат-Тюрк».

## Биография
Его полное имя содержит нисбы «аль-Ламиши» (указывает на происхождение из селения Ламиш, что находилось в местности Иламиш между Андижаном и Таласом, по данным В. В. Бартольда) и «аль-Баласагуни», указывающее на происхождение из города Баласагун. Родился ли он в Ламише, а затем перебрался в Баласагун, неизвестно.
По сведениям арабского историка и путешественника Якута аль-Хамави (XII век) аль-Баласагуни получил образование в Багдаде. Изучал ханафитский фикх у Абу Абдуллаха Мухаммада ибн Али ад-Дамигани и Абу-ль-Фадля ибн Хайруна. Хорошо владел арабским языком, знал литературу, историю и философию арабского Востока. Специализировался в написании толкований Корана (тафсир), и отборе хадисов (рассказов) о пророке Мухаммеде.
Некоторое время был кадием (шариатский судья) Иерусалима, затем был смещён с этой должности и стал кадием Дамаска. Он был ярым приверженцем ханафитского мазхаба и стал известен благодаря вражде с шафиитами и маликитами. Аль-Баласагуни был первым, кто сместил шафиитов с имамства в Дамасской мечети и поставил туда имама-ханафита. Сообщается, что он хотел ввести джизью (подушную подать для иноверцев) для последователей шафиитского мазхаба.
Аль-Баласагуни умер в пятницу, 13 числа месяца джумада ас-сани 506 года по хиджре (1113 год). Ибн Асакир сообщает, что был свидетелем погребальной молитвы над ним.